# (7922) 1983 CO3
(7922) 1983 CO3 là một tiểu hành tinh vành đai chính. Nó được phát hiện bởi Henri Debehogne và Giovanni de Sanctis ở Đài thiên văn La Silla ở Chile, ngày 12 tháng 2 năm 1983.